# Ecología de los insectos
La ecología de los insectos es el estudio científico de cómo los insectos, individualmente o como comunidad, interactúan con el entorno o ecosistema circundante.
Los insectos juegan un papel importante en la ecología del mundo debido a su gran diversidad de formas, funciones y estilos de vida; su considerable biomasa; y su interacción con la vida vegetal, otros organismos y el medio ambiente. Dado que son los principales contribuyentes a la biodiversidad en la mayoría de los hábitats, excepto en el mar, desempeñan una variedad de roles ecológicos extremadamente importantes en las muchas funciones de un ecosistema. Tomando el caso del reciclaje de nutrientes; los insectos contribuyen a esta función vital degradando o consumiendo hojarasca, madera, carroña y estiércol y dispersando hongos.
Los insectos forman una parte importante de la cadena alimentaria, especialmente para los vertebrados entomófagos como muchos mamíferos, aves, anfibios y reptiles. Los insectos juegan un papel importante en el mantenimiento de la estructura y composición de la comunidad; en el caso de los animales por transmisión de enfermedades, depredación y parasitismo, y en el caso de las plantas, por fitofagia y por propagación vegetal por polinización y dispersión de semillas. Desde un punto de vista antropocéntrico, los insectos compiten con los humanos; consumen hasta el 10% de los alimentos producidos por el hombre e infectan a uno de cada seis seres humanos con un patógeno.

## Ecología comunitaria
La ecología comunitaria es el proceso de interactión de un grupo de organismos que viven en el mismo lugar. Hay interacciones directas, que toman la forma de simbiosis, competencia y depredación, que son las más fáciles de observar. También hay interacciones indirectas, como la reproducción, los tipos de forrajeo y la descomposición. Todo organismo en lo más básico puede ser un consumidor en algunas situaciones y un productor en otras. La culminación de todas estas interacciones es lo que define a una comunidad y lo que la diferencia de otras. Los insectos a menudo juegan varios roles en estas comunidades, aunque estos roles varían ampliamente según la especie presente.

### Descomponedores

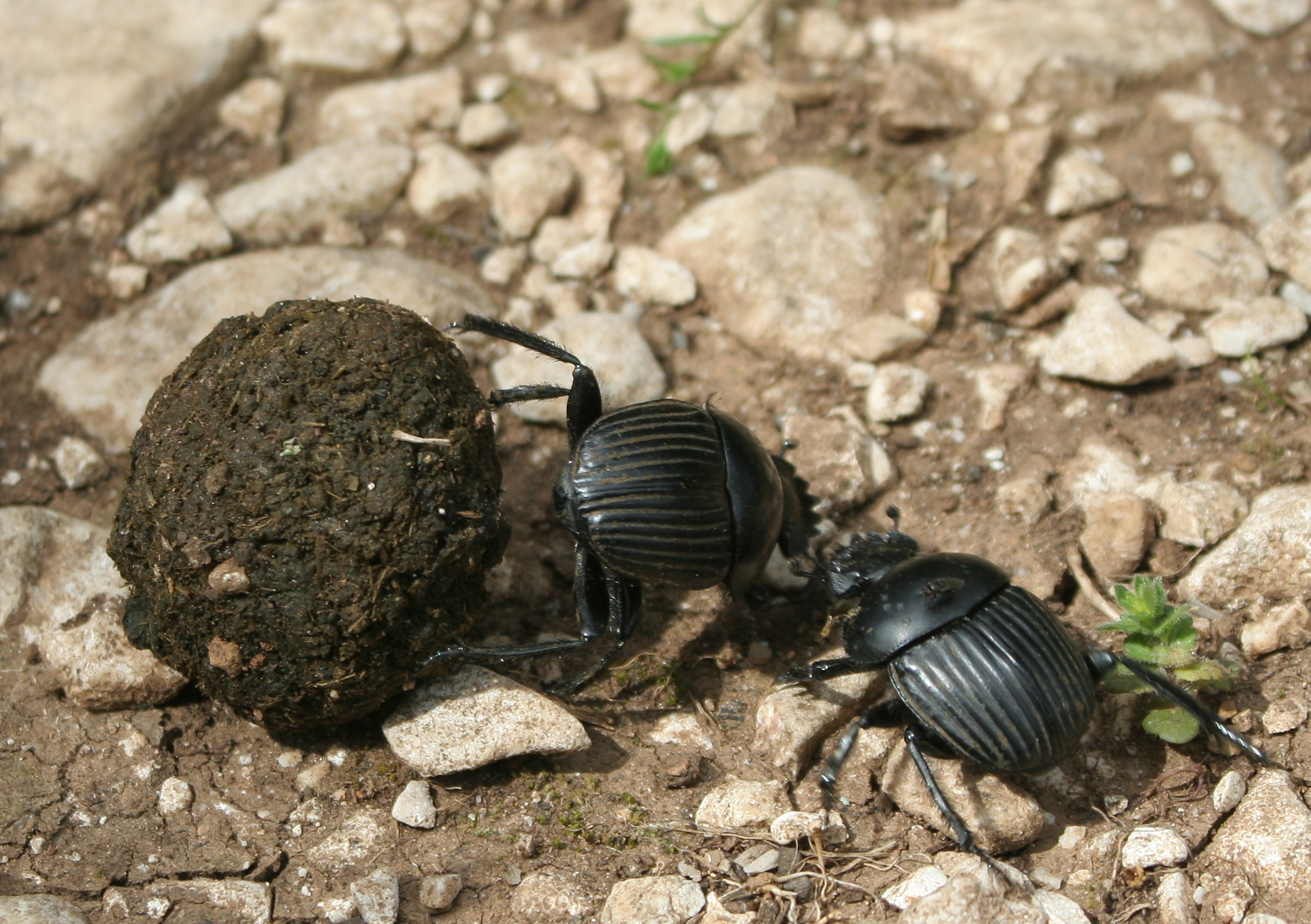
Escarabajos peloteros Scarabaeus laticollis y bola de estiércol

Los insectos descomponedores son los que se alimentan de cuerpos muertos o podridos de plantas o animales. Estos insectos se denominan saprófagos y se dividen en tres categorías principales; los que se alimentan de materia vegetal muerta o moribunda, los que se alimentan de animales muertos (carroña) y los que se alimentan de excrementos (heces) de otros animales. A medida que se comen las plantas muertas, queda expuesta una mayor superficie, lo que permite que las plantas se descompongan más rápido debido a un aumento de microorganismos que se alimentan de la planta. Estos insectos son en gran parte responsables de ayudar a crear una capa de humus en el suelo que proporciona un ambiente ideal para varios hongos, microorganismos y bacterias. Estos organismos producen gran parte del nitrógeno, carbono y minerales que las plantas necesitan para crecer. Los insectos carroñeros incluyen varios escarabajos, hormigas, ácaros, avispas, larvas de moscas (gusanos) y otros. Estos insectos ocupan el cadáver durante un breve período de tiempo, pero rápidamente consumen y/o entierran el cadáver. Por lo general, algunas especies de moscas son las primeras en comer el cuerpo, pero el orden de insectos que sigue es predecible y se conoce como la procesión de la fauna. Muchos escarabajos peloteros y moscas del estiércol se sienten atraídos por el olor de las heces de los animales. Los adultos suelen poner huevos en excrementos frescos y las larvas se alimentan de la materia orgánica. Muchas especies de comedores de estiércol han evolucionado, por lo que solo se alimentan de heces de una especie específica. Incluso hay un tipo de escarabajo pelotero que enrolla las heces en una bola, la empuja a un hoyo precavado, pone un huevo en ese estiércol y luego lo cubre con tierra fresca para proporcionar un vivero perfecto para sus larvas.

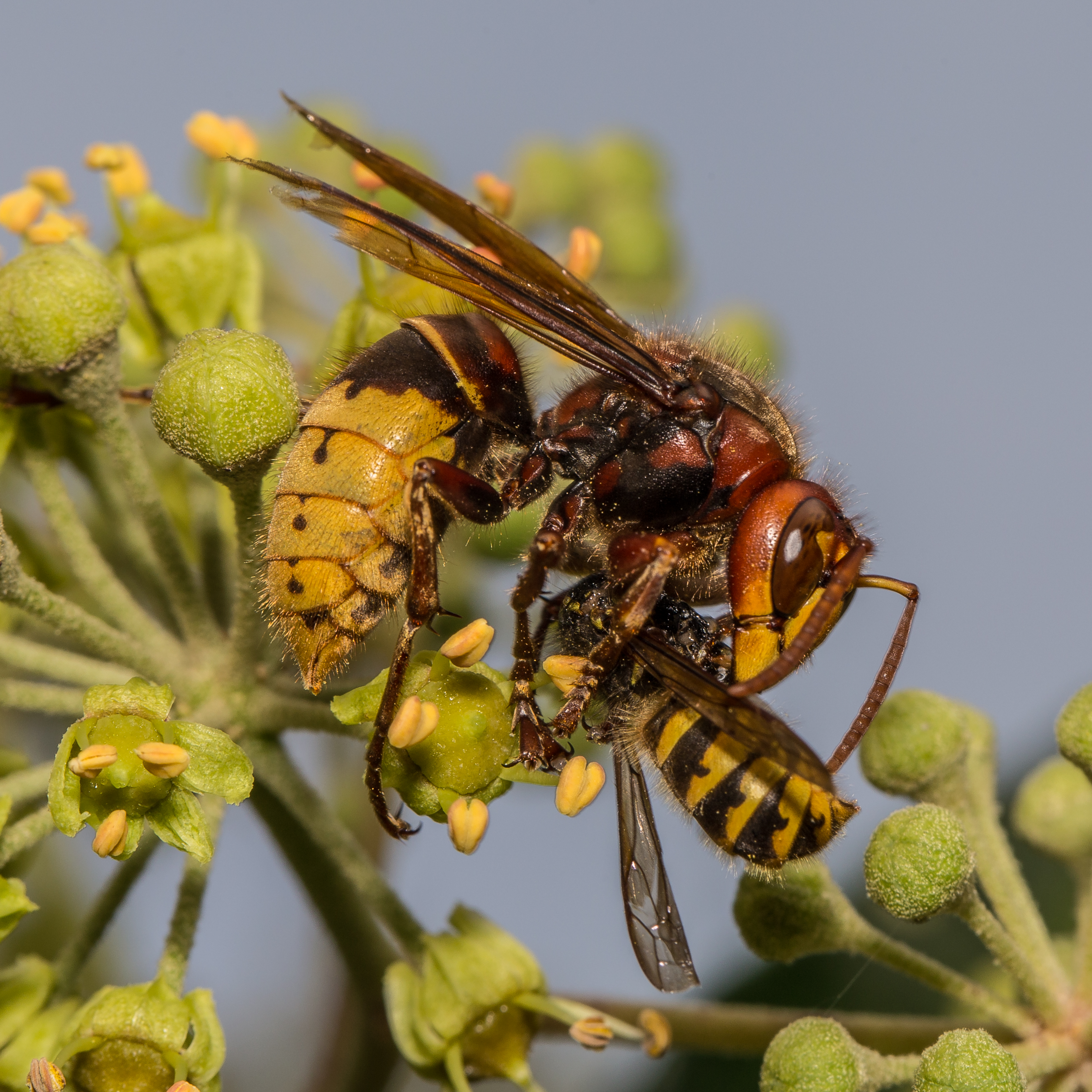
Avispa carnívora, Vespa crabro, y su presa

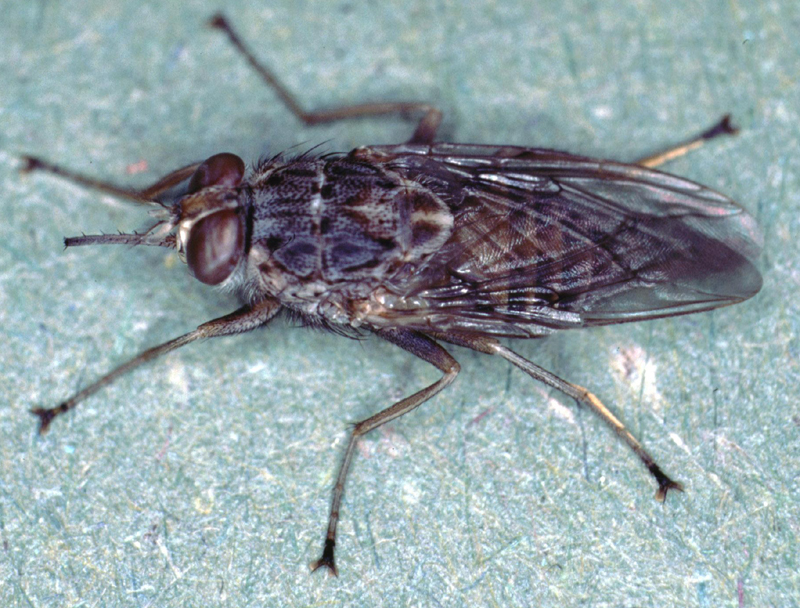
Mosca tsé-tsé (Glossina morsitans), parásito de los humanos y otros vertebrados.

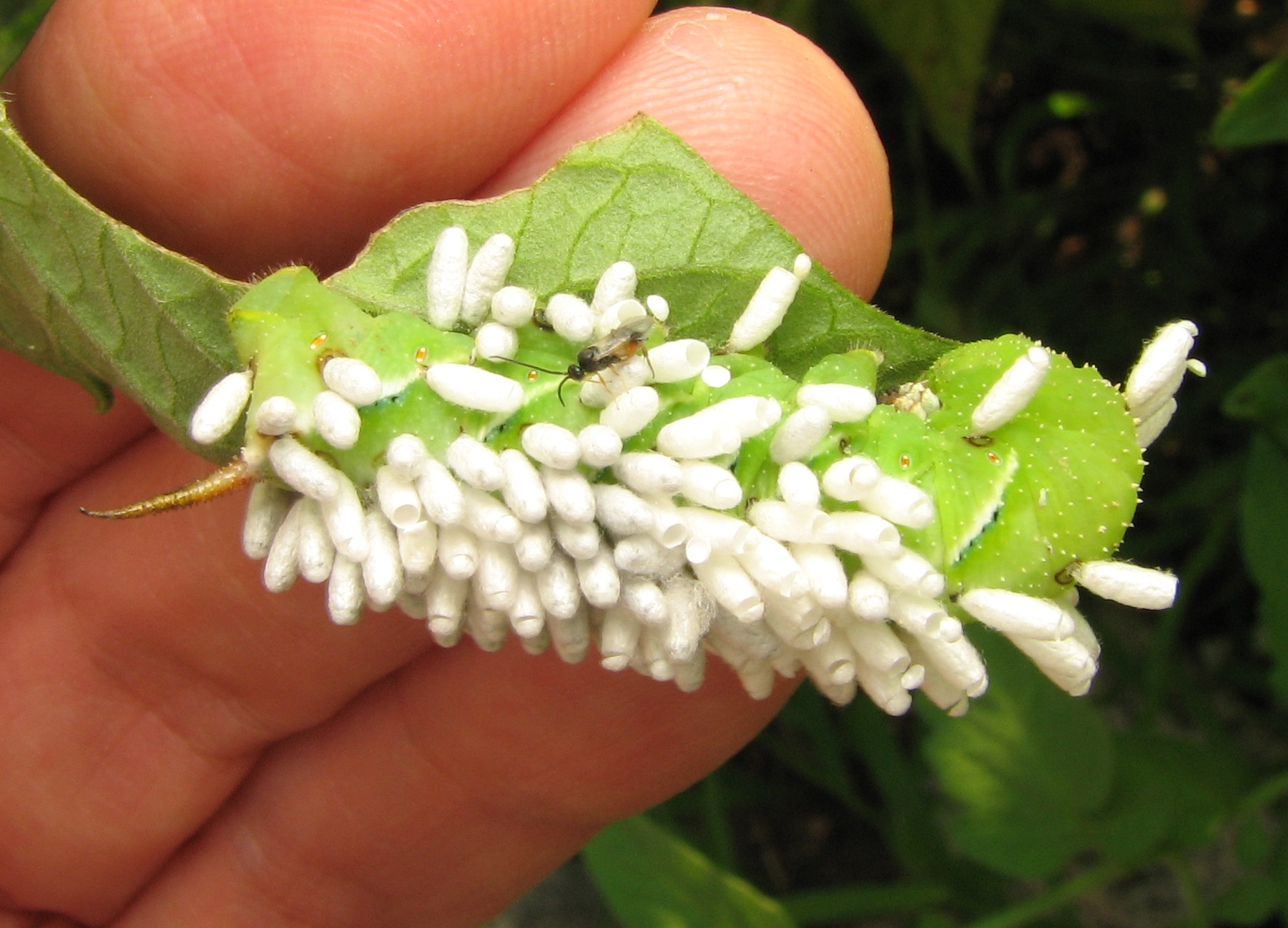
Avispas parasitoides Cotesia congregata y su huésped una oruga de Manduca sexta

### Carnívoros
Los insectos carnívoros sobreviven comiendo otros animales vivos, ya sea cazando, chupando sangre o como parásitos internos. Estos insectos se dividen en tres categorías básicas: depredadores, parásitos y parasitoides.

#### Depredadores
Los insectos depredadores suelen ser más grandes ya que su supervivencia depende de su capacidad para cazar, matar/inmovilizar y comer a sus presas. Sin embargo, hay varias excepciones, siendo las hormigas las más notables. Las hormigas y otros insectos de la colonia pueden usar su gran número para abrumar a sus presas incluso si las hormigas son significativamente más pequeñas. A menudo tienen mandíbulas (piezas bucales) especializadas para esta tarea, algunas de las cuales causan un dolor insoportable, parálisis o simplemente tienen una gran fuerza de mordida. Sin embargo, los insectos que viven solos deben ser capaces de derribar a sus presas de manera confiable y, como tales, han desarrollado una miríada de métodos de caza únicos. Algunos viajan activamente en busca de su presa mientras que otros esperan en una emboscada. Otros pueden liberar sustancias químicas para atraer a criaturas específicas y otros aún comen todo lo que puedan.

#### Parásitos y parasitoides
Los parásitos infestan el cuerpo de la víctima, algunos son parásitos externos, otros comen el interior del cuerpo de su huésped. La presencia del parásito a menudo no es notada por el huésped, ya que la diferencia de tamaño suele ser muy grande. Los parásitos varían ampliamente en la forma en que sobreviven en su huésped, algunos completan su ciclo de vida completo dentro del cuerpo, mientras que otros pueden permanecer solo durante la duración de su etapa larvaria. Existe una gran variación en la metodología y las especies de parásitos como en cualquier otro tipo de insecto, aunque no lo parezca al principio.
Para los seres humanos los parásitos más peligrosos son los que viven fuera del huésped y consumen su sangre. Estas especies transmiten virus, enfermedades e incluso otros parásitos más pequeños al huésped, diseminándolos entre las poblaciones de muchos países del tercer mundo con mala atención médica.
Una subcategoría de parásitos, llamados parasitoides, es aquella que se alimenta tanto del cuerpo del huésped que finalmente lo come entero o casi entero y generalmente termina matándolo. Una especie de avispa, la avispa de las arañas, paraliza a las arañas, después las lleva a su nido y deposita sus huevos en ella. Las larvas comen hasta completar su desarrollo, secretando un agente adormecedor y paralizante hasta que no queda nada de la araña más que el exoesqueleto; luego pasan por la metamorfosis y se convierten en adultos. Los miembros de la superfamilia de avispas Ichneumonoidea, con más de 100 000 especies, son todos parasitoides o parásitos.
Los animales atacados por depredadores o parásitos poseen una variedad de defensas, que incluyen defensas químicas, ocultamiento (cripsis), autodefensa.

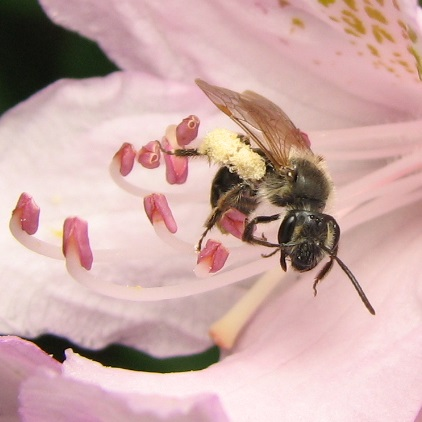
Polinización, un tipo de herbivoría, abeja Andrena cornelli en azalea

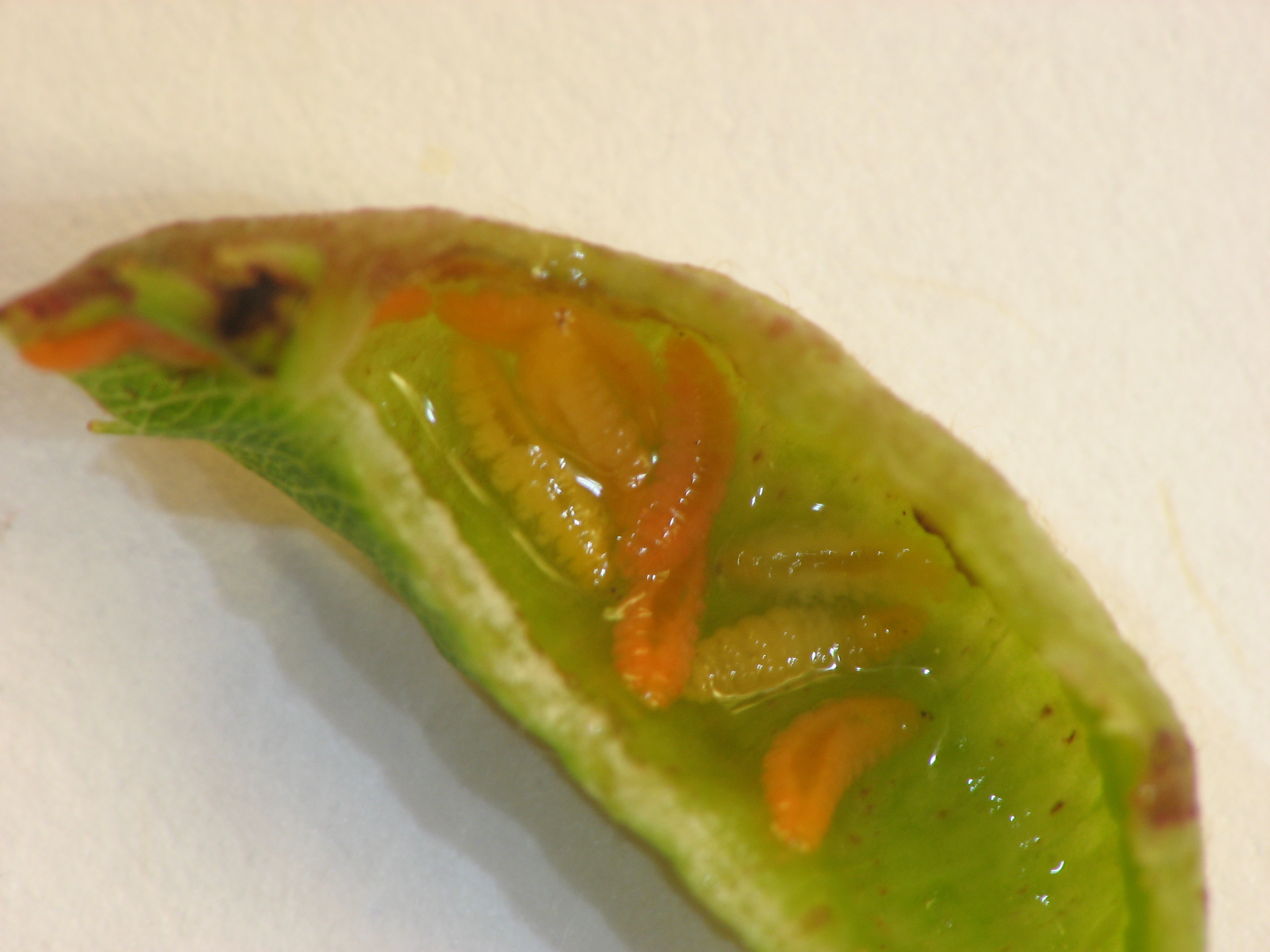
Tipo de herbivoría, agalla causada por la mosquita Dasineura salicifoliae en Spiraea latifolia

### Herbívoros
Los herbívoros son insectos que se alimentan de materia vegetal viva o de los productos de una planta. Estos insectos pueden comer partes esenciales de la planta, como las hojas o la savia, o pueden sobrevivir con el polen y el néctar producido por la planta. Los insectos herbívoros a menudo usan señales olfativas o visuales para determinar una planta hospedante potencial. Una señal visual podría ser simplemente el contorno de un cierto tipo de hoja o el alto contraste entre los pétalos de una flor y las hojas que la rodean. Estos se asocian típicamente con la señal olfativa que un insecto puede recibir de su comida prevista. La esencia olfativa podría ser el aroma del néctar producido por una flor, un determinado químico excretado para repeler depredadores no deseados o la savia expuesta de un cerezo. Cualquiera de estos dos sentidos podría ser la fuerza impulsora detrás de un insecto que elige consumir una determinada planta, pero es solo después de que da el primer bocado, y la confirmación de este alimento se hace por su sentido del gusto, que realmente se alimenta. Una vez que un insecto herbívoro termina de alimentarse de una planta, espera allí hasta que vuelva a tener hambre o pasa a otra tarea, ya sea encontrar más comida, un compañero o un refugio. Los insectos herbívoros representan un peligro significativamente mayor para una planta que el simple consumo, se encuentran entre las criaturas portadoras de enfermedades más prominentes en el mundo de los insectos.
Existen numerosas enfermedades, hongos y parásitos que pueden ser portados por casi cualquier insecto herbívoro, muchos de los cuales son fatales para la planta infectada. Algunas enfermedades incluso producen una secreción pegajosa y de olor dulce de la planta infectada para atraer más insectos y extenderse más.
A su vez las plantas desarrollan defensas contra la herbivoría, que pueden ser defensas químicas, mecánicas, mimetismo, pérdida de hojas, defensas indirectas.